# Hedyotis cyanantha
Hedyotis cyanantha är en måreväxtart som beskrevs av Wilhelm Sulpiz Kurz. Hedyotis cyanantha ingår i släktet Hedyotis och familjen måreväxter. Inga underarter finns listade i Catalogue of Life.